# Mineral Marchienne (schip, 1973)
Het Belgische vrachtschip Mineral Marchienne was een bulkcarrier, gebouwd bij John Cockerill S.A., Hoboken met bouwnummer 863, die erts vervoerde. Het had IMO nummer 7233723 en een tonnenmaat van 35.912 ton. Ze werd samen met het zusterschip "Mineral Alegria" door de C.M.B. (Compagnie Maritime Belge) in 1973, in gebruik genomen.
Buiten deze twee ertsschepen werd er een derde mineréschip, in 1976  ingezet, n.l. de "Mineral Belgium" met dezelfde tonnenmaat. In 1977 werden er nog drie eenheden van 40.000 ton in de vaart gebracht: de "Mineral Luxembourg", de "Mineral Samitri" en de "Mineral Hoboken". De vloot ertsschepen van de C.M.B. telt negen eenheden met een totale tonnenmaat van 370.000 ton. Ze wordt ook de 'Minerévloot' genoemd.
Een lading erts is al met kleine eenheden al zwaar. Voor de binnenvaart die de overslag doen met deze zeeschepen en daar opzij afgemeerd liggen, lijken de hoeveelheden ertshopen in het ruim niet groot, maar het gewicht van zo'n hoop daarentegen, is wél zeer groot.
De grijpers met erts worden door de kraanmannen voorzichtig in de binnenvaartruimen uitgekapt op lage hoogte. Door het massagewicht zouden de binnenschepen kunnen breken, bij het neerkomen van ettelijke tonnen erts tegelijk, moest de lading uit hogere positie neervallen uit de grijpers. 
Bij het laden van deze ertscargoschepen wordt er eveneens voorzichtig geladen.
Het schip werd in 1986 verkocht en kreeg de naam Mineralis. In 1987 nog een keer en werd het de Mineral Star uit Saint Vincent en de Grenadines. Het werd in Alang in 1992 gesloopt.